# Sebők Mátyás Péter
Sebők Mátyás Péter (névvariáns: Sebők M. Péter; Kolozsvár, 1924. szeptember 23. – Kolozsvár, 2003. május 23.) erdélyi magyar mezőgazdasági szakíró, főiskolai tanár.

## Életútja, munkássága
Szülővárosában a Református Kollégiumban érettségizett (1942), s a Mezőgazdasági Akadémián szerzett agrármérnöki oklevelet 1945-ben. 1949-től tanársegéd a főiskola magyar tagozatán. 1974-ben megszerezte a mezőgazdasági tudományok doktora címet. 1986-os nyugdíjazásáig előadótanár a növénynemesítési, majd a földművelési tanszéken. Cikkei az Erdélyi Gazdában jelentek meg, amelynek szerkesztőbizottsági tagja is volt.

## Kötetei
- Tarlóhántás (Bukarest, 1953; II. kiad. uo. 1959);
- Egyszerű földmérés (Ştefan Irimieş társszerzővel, Bukarest, 1962);
- Zöldtrágyázás (Nagy Zoltán társszerzővel, Bukarest, 1964);
- Szántóföldi növények fajtafelismerése (Madaras Klára és Czier Antal társszerzőkkel, két kiadásban, II. bővített kiadás, 1959);
- Korszerű trágyázás (társszerzők L. Calacea, D. Lazăr és Mihályi Mátyás, Bukarest, 1975);
- Curs de agrofitotehnie (társszerzők Gh. Budai és Gh. Comorovschi, uo. 1981);
- Îndrumător de lucrări practice la agrotehnică şi tehnica experimentală (társszerzők P. Gus és A. Meşter; Bukarest, 1982; újrakiadás uo. 1985).